# Jéssica Sanjuán
Jéssica Sanjuán (Cúcuta, 11 dicembre 1989) è un'attrice e modella colombiana.

## Biografia
A 15 anni, si è trasferita a Bogotà con l'aspirazione di diventare medico. Ma qualcuno per strada le ha proposto di prendere lezioni di recitazione, cominciando a studiare e a presentarsi ai casting.

## Carriera
Accompagnando un'amica ai provini per la telenovela di Caracol TV Padres e Hijos, scelgono Jéssica, dando inizio alla sua carriera di attrice, anche se lo considera più un hobby. Ha recitato anche in Hasta que la plata nos separe, Así es la vida, Pocholo, Aquí no hay quien viva nel ruolo di July, Cuando quiero llorar no lloro, Inverciones el ABC, Yo no te pido la luna, En los tacones de Eva e Las muñecas de la mafia, nel ruolo di Guadalupe. Ma diventa nota interpretando il ruolo da protagonista di Nina Sandoval Burgos, nella telenovela di MTV, Niñas mal. Ora la telenovela, grazie al suo successo, sta negoziando in altri paesi e Caracol ha intenzione di comprarla per trasmetterla in TV aperta.

## Vita privata
In un'intervista, confessa di essersi sposata per la prima volta (civilmente), a 15 anni, a causa delle continue vessazioni da parte del suo fidanzato, divorziando dopo 9 mesi. L'anno dopo ha conosciuto Olimpo Oliver, sposandosi prima civilmente dopo un mese di fidanzamento, poi in chiesa, il 19 novembre 2010. La cerimonia ha avuto luogo nella chiesa Santa María de los Ángeles, il ricevimento nella casa Dann Carlton e il vestito creatole appositamente dalla designer Eugenia Díaz. Le è capitato di posare senza veli per la rivista Elenco, ma confessa che non lo rifarebbe di nuovo.
Al termine delle riprese di Niñas mal, in ottobre 2010, ha iniziato a sentire forti dolori di udito ed emicranie. Nel marzo 2011, ricoverata varie volte, le hanno prescritto un farmaco che danno a chi soffre di epilessia, senza esito.
Ma quando i sintomi peggioravano, un neurologo le ha fatto una risonanza magnetica, permettendole di scoprire che soffriva di un trombo venoso, che sta curando.
Nell'ottobre 2011, si è separata dal marito Olimpo Oliver.